# Богдан Ковач
Богдан Ковач (Грмљани код Требиња, 11. новембар 1950 — Београд, 12. мај 2014) био је генерал-потпуковник Војске Републике Српске.

## Биографија
Рођен је 11. новембра 1950. године у селу Грмљани, општина Требиње, Босна и Херцеговина. Завршио је основну школу, гимназију, Војну академију Копнене војске, Командно-штабну школу тактике и Школу националне одбране. 
Преминуо је 12. маја 2014. године у Београду.

## Каријера
У ЈНА је службовао у гарнизонима: Ластово, Требиње и Београд обављајући више командних дужности. У Војсци Републике Српске је од 30. маја 1992. године. Био је командант бригаде Херцеговачког корпуса и начелник Одјељења за оперативно наставне послове у команди корпуса.
Пензионисан је 7. марта 2002. године.

## Одликовања
Одликован је:
- Медаљом за војне заслуге
- Орденом за војне заслуге са сребрним мачевима[4]
- Орденом Народне армије са златном звијездом
- Карађорђевом звијездом трећег реда[3]